# Condados de Inglaterra
Los condados de Inglaterra (counties en inglés), son las regiones político-administrativas en las que está dividida Inglaterra. Cada una de ellas está gobernada por un Lord-Lieutenant (lugarteniente) representante del Rey en la región.
Excepto Huntingdonshire y Yorkshire, todos son condados administrativos. Hoy en día, Huntingdonshire es un distrito administrado por Cambridgeshire, y Yorkshire está dividido entre Yorkshire del Este, del Norte, del Sur, y del Oeste.
El sufijo shire se utilizó antiguamente para los condados de Devon, Dorset, Rutland y Somerset, pero hoy en día ya no se emplea.
Esta división se suele usar también como referencia geográfica.

## Condados ceremoniales
| Los condados ceremoniales de Inglaterra son áreas para las que se nombra un Lord-Lieutenant, y son definidas por el gobierno con referencia a los condados metropolitanos y no-metropolitanos. Frecuentemente se utilizan como referencia geográfica y así se llaman condados geográficos. | \| 1. Northumberland 2. Tyne y Wear 3. Durham 4. Cumbria 5. Lancashire 6. Yorkshire del Norte 7. Yorkshire del Este 8. Yorkshire del Sur 9. Yorkshire del Oeste 10. Gran Mánchester 11. Merseyside 12. Cheshire 13. Derbyshire 14. Nottinghamshire 15. Lincolnshire 16. Rutland 17. Leicestershire 18. Staffordshire 19. Shropshire 20. Herefordshire 21. Worcestershire 22. Tierras Medias Occidentales 23. Warwickshire 24. Northamptonshire 25. Cambridgeshire 26. Norfolk 27. Suffolk 28. Essex 29. Hertfordshire 30. Bedfordshire 31. Buckinghamshire 32. Oxfordshire 33. Gloucestershire 34. Brístol 35. Somerset 36. Wiltshire 37. Berkshire 38. Gran Londres 39. Kent 40. Sussex del Este 41. Sussex del Oeste 42. Surrey 43. Hampshire 44. Isla de Wight 45. Dorset 46. Devon 47. Cornualles \| \| No figura: Ciudad de Londres \| |
| 1. Northumberland 2. Tyne y Wear 3. Durham 4. Cumbria 5. Lancashire 6. Yorkshire del Norte 7. Yorkshire del Este 8. Yorkshire del Sur 9. Yorkshire del Oeste 10. Gran Mánchester 11. Merseyside 12. Cheshire 13. Derbyshire 14. Nottinghamshire 15. Lincolnshire 16. Rutland 17. Leicestershire 18. Staffordshire 19. Shropshire 20. Herefordshire 21. Worcestershire 22. Tierras Medias Occidentales 23. Warwickshire 24. Northamptonshire 25. Cambridgeshire 26. Norfolk 27. Suffolk 28. Essex 29. Hertfordshire 30. Bedfordshire 31. Buckinghamshire 32. Oxfordshire 33. Gloucestershire 34. Brístol 35. Somerset 36. Wiltshire 37. Berkshire 38. Gran Londres 39. Kent 40. Sussex del Este 41. Sussex del Oeste 42. Surrey 43. Hampshire 44. Isla de Wight 45. Dorset 46. Devon 47. Cornualles | |
| No figura: Ciudad de Londres | |

## Historia
Estos condados ceremoniales son la base de la mayoría de los mapas producidos durante los primeros años del siglo XX.
Aparte de algunas revisiones menores, estas áreas han permanecido estables hasta la creación en 1965 del Gran Londres, que acabó con la abolición del condado de Middlesex. Sin embargo, la creación del condado administrativo de Huntingdon y Peterborough no supuso ningún cambio en las áreas.
En 1974, los distritos de condado fueron abolidos y se realizó una importante reforma en la administración de los condados.
Tras la reforma de los años 1990, Avon, Cleveland, Hereford y Worcester y Humberside fueron abolidos. Esto llevó a que se volviera a las diferencias entre los condados administrativos, los ceremoniales y los geográficos.
Avon se dividió entre Gloucestershire y Somerset, mientras que Bristol ganó el estatus de condado. La división de Cleveland fue entre North Yorkshire y Durham. Hereford y Worcester, entre Herefordshire y Worcestershire. Humberside se dividió en el nuevo condado ceremonial de East Yorkshire, aunque algunas zonas fueron a Lincolnshire. Rutland recuperó la categoría de condado ceremonial.